# Cressonomyia skinneri
Cressonomyia skinneri är en tvåvingeart som först beskrevs av Cresson 1922.  Cressonomyia skinneri ingår i släktet Cressonomyia och familjen vattenflugor. Inga underarter finns listade i Catalogue of Life.